# Clostridium butyricum
Espèce
Clostridium butyricum est une espèce de bactéries en forme de bâtonnet droit ou légèrement incurvé, gram positif, avec une endospore subterminale.
Ubiquitaire, cette espèce est trouvée dans le sol, les végétaux, les sédiments marins, l'eau douce, le fromage, les matières fécales et l'intestin de l'humain et des animaux. Elle est parfois isolée de prélèvements cliniques mais est considérée comme non pathogène.
Certaines souches peuvent produire une neurotoxine de type botulinique (neurotoxine botulique E).

« Dans la forêt, l'azote est retiré de l'air et fixé dans le sol par des bactéries comme le Clostridium butyriculum, qui ne peut survivre à des températures supérieures à 82 °C. Dans son ouvrage Forest Primeval, Chris Maser retrace l'itinéraire clandestin par lequel Clostridium butyriculum est réintroduit dans les couches supérieures du sol après un feu. La bactérie vit sur la peau de la truffe, en compagnies de spores de levure. Ainsi, écrit Maser, le sol brûlé est presque immédiatement réinoculé par les petits mammifères de la forêt qui transportent des spores de truffe, des bactéries fixatrices d'azote et de la levure provenant de la forêt vivantes. »

## Liste des non-classés et sous-espèces
Selon NCBI (8 mars 2020) :
- sous-espèce Clostridium butyricum subsp. convexa Sugama
- non-classé Clostridium butyricum 2CR37
- non-classé Clostridium butyricum 5521
- non-classé Clostridium butyricum 60E.3
- non-classé Clostridium butyricum AGR2140
- non-classé Clostridium butyricum CWBI1009
- non-classé Clostridium butyricum DKU-01
- non-classé Clostridium butyricum DORA_1
- non-classé Clostridium butyricum DSM 10702
- non-classé Clostridium butyricum E4 str. BoNT E BL5262